# غارغيس لس غونس
غارغيس لس غونس، هي بلدية في الضواحي الشمالية لباريس في مقاطعة فال دواز في شمال فرنسا. تقع على بعد 14.1 كيلومتر (8.8 ميل) من وسط باريس. المدينة جزء من منطقة باريس الحضارية. وهي مقر اثنين من المقاطعات: غارغيس لس غونس الغربية وغارغيس لس غونس الشرقيه. تتكون المقاطعة الغربية بالكامل من أراضي البلدية، بينما تضم المقاطعة الشرقيه بلديات أخرى.
المدينة متحضرة جدا وهي قريبة من مطار باريس لو بورجيه. تم تحويل غارغيس لس غونس من قرية ريفية قديمة إلى ضاحية في بداية القرن العشرين.

## المواصلات
يتم خدمة غارغيس لس غونس بواسطة محطة Garges - Sarcelles الواقعة على خط RER D في باريس

## التعليم
المدارس الابتدائية:
- 13 حضانة
- 11 مدرسة ابتدائية
- أربع روضات ومدارس ابتدائية مشتركة

المدارس الثانوية:
- المدارس الإعدادية: بول إلوارد وهنري والون وبابلو بيكاسو وهنري ماتيس [7]
- المدرسة الثانوية العليا / الكلية السادسة: ليسيه سيمون دي بوفوار [8]
- المدرسة الثانوية المهنية : Lycée professionel Arthur Rimbaud [9]

## شخصيات
- دياموري سيلا، لاعب كرة سلة
- مارك ماسيدوت، رياضي
- السيد براينواش، فنان شارع

## روابط خارجية
- الموقع الرسمي نسخة محفوظة 22 فبراير 2016 على موقع واي باك مشين. (بالفرنسية)
- قاعدة بيانات Mérimée - التراث الثقافي (بالفرنسية)
- استخدامات الأراضي (IAURIF)[وصلة مكسورة] (بالإنجليزية)
- رابطة رؤساء بلديات فال دواز (بالفرنسية)